# Harald Gesterkamp
Harald Gesterkamp (* 30. Oktober 1962 in Münster) ist ein deutscher Schriftsteller und Journalist.

## Leben
Harald Gesterkamp studierte an der Westfälischen Wilhelms-Universität in Münster Volkswirtschaftslehre und Politikwissenschaften. Sein Studium schloss er 1988 als Diplom-Volkswirt ab. Schon während seines Studiums begann er mit der journalistischen Arbeit, unter anderem für die Deutsche Presse-Agentur in Münster.
1988 zog Gesterkamp nach Bonn, wo er zunächst für das Stadtmagazin Schnüss arbeitete und 1991 leitender Redakteur des AI-JOURNAL (heute Amnesty Journal) wurde, dem Magazin der deutschen Sektion von Amnesty International. Von 2002 bis 2024 war Gesterkamp Nachrichtenredakteur beim Deutschlandfunk. Außerdem arbeitete er für mehr als 50 Redaktionen als freier Autor, unter anderem für WDR, Frankfurter Rundschau, Südwest Presse, taz, Kölner Stadt-Anzeiger, M – Menschen Machen Medien und Ärztliche Praxis. Gesterkamp publizierte zahlreiche Fachbeiträge zum Thema Menschenrechte in mehreren Fach- und Sachbüchern.
Seit 2013 arbeitet Gesterkamp auch literarisch. 2016 erschien mit Humboldtstraße Zwei sein erster Roman. In dem Familienroman geht es um die deutsche Geschichte zwischen 1934 und 2014, ausgehend von Nationalsozialismus über Krieg und Vertreibung aus Schlesien und den Neuanfang in Westdeutschland bis hin zur Spurensuche späterer Generationen. Das Buch nimmt zum Teil Bezug auf die Geschichte seiner eigenen Familie und wurde in vielen Zeitungen positiv besprochen. 2019 folgte unter dem Titel Rückkehr nach Schapdetten ein Sammelband mit 20 Kurzgeschichten. Das Buch erschien im Bonner Kid Verlag, eine erweiterte Neuauflage kam im August 2025 im Renneritz Verlag heraus. Im September 2021 legte er das Buch Stroke Unit/Besuch in Breslau mit zwei Erzählungen vor. In Stroke Unit verarbeitet er seinen eigenen Schlaganfall literarisch. Einen weiteren Roman veröffentlichte Gesterkamp im April 2022 im Renneritz Verlag. Unter dem Titel Nebenbei Terrorist beschreibt er den Wandel eines jungen Mannes vom BWL-Studenten, der in einer Burschenschaft wohnt, hin zum Feierabendterroristen, der Anschläge verübt, weil er am fehlenden Mitgefühl mit den Ärmsten in der Welt und am fehlenden politischen Einsatz beim Kampf gegen den globalen Hunger verzweifelt.
Harald Gesterkamp ist Mitglied im Verband deutscher Schriftstellerinnen und Schriftsteller (VS) und dort Sprecher der Regionalgruppe Bonn/NRW-Süd. Er ist der Bruder des Publizisten und Sozialwissenschaftlers Thomas Gesterkamp.

## Werke
Bücher
- Humboldtstraße Zwei. Roman. Tredition, Hamburg 2016, ISBN 978-3-7345-3658-8.
- Rückkehr nach Schapdetten. Stories. Kid Verlag, Bonn 2019, ISBN 978-3-947759-31-6.
- Stroke Unit/Besuch in Breslau. Zwei Erzählungen. Tredition, Hamburg 2021, ISBN 978-3-347-40291-1.
- Nebenbei Terrorist. Roman. Renneritz Verlag, Sandersdorf-Brehna 2022, ISBN 978-3-940684-34-9.
- Rückkehr nach Schapdetten. Stories. Erweiterte Neuauflage. Renneritz Verlag, Sandersdorf-Brehna 2025, ISBN 978-3-940684-40-0.

Herausgeberschaften
- Bonner Bogen - Literarisches von A (wie Beethoven) bis Z (wie Westerwelle), Elsinor Verlag, Coesfeld 2025, ISBN 978-3-942788-92-2 (zusammen mit Monika Littau)

Buchbeiträge (Auswahl)
- Immer dem Staate treu. In: Harald Gesterkamp/Monika Littau (Hrsg.): Bonner Bogen - Literarisches von A (wie Beethoven) bis Z (wie Westerwelle), Elsinor Verlag, Coesfeld 2025, ISBN 978-3-942788-92-2, S. 50–55.
- Weihnachtseier. In: Christoph-Maria Liegener (Hrsg.): 9. Bubenreuther Literaturwettbewerb 2023.  BoD, Norderstedt 2023, ISBN 978-3-7583-0706-5, S. 215–217.
- Fabians Erleuchtung. In: Christoph-Maria Liegener (Hrsg.): 7. Bubenreuther Literaturwettbewerb 2021. Tredition, Hamburg 2020, ISBN 978-3-347-42750-1, S. 250–251.
- Eine windige Sache. In: Norbert Autenrieth, Gerhard Goldmann (Hrsg.): Woher der Wind weht. Anthologie des Autorenverbands Franken zum Schaeff-Scheefen-Literaturpreis 2021. Iatros Verlag, Sonnefeld 2021, ISBN 978-3-86963-931-4, S. 92–96.
- Wenn die Ambulanz kommt. In: Christoph-Maria Liegener (Hrsg.): 6. Bubenreuther Literaturwettbewerb 2020. Tredition, Hamburg 2020, ISBN 978-3-347-17503-7, S. 482–484.
- Kampagnen, präventive Arbeit und 50.000 Faxe von der EXPO. In: Amnesty International (Hrsg.): Jahresbericht 2001. S. Fischer Verlag, Frankfurt 2001, ISBN 3-596-15040-X, S. 639–645.
- Amnesty International und die Medien – Eine nichtkommerzielle Nachrichtenagentur? (mit Eva Neumann). In: Amnesty International (Hrsg.): 40 Jahre für die Menschenrechte. Luchterhand Verlag, Neuwied 2001, ISBN 3-472-04738-0, S. 169–176.
- Amnesty International – Von der Gefangenenhilfsorganisation zum Menschenrechtsmulti? In: K. Peter Fritzsche, Georg Lohmann: Menschenrechte zwischen Anspruch und Wirklichkeit. Ergon-Verlag, Würzburg 2000, ISBN 3-933563-53-4, S. 75–80.
- Zwischen Zensur und Internet-Kommunikation. (mit Peter Lange). In: Forschungsjournal Neue Soziale Bewegungen: Zukunft für die Menschenrechte, Heft 1-März 1999, Westdeutscher Verlag, Wiesbaden 1999, S. 61–70.
- Saudi-Arabien: Ein Königreich entzieht sich der Menschenrechtsdiskussion. In: Jahrbuch Menschenrechte 1999. Suhrkamp Verlag, Frankfurt 1998, ISBN 3-518-39422-3, S. 169–175.
- Urgent Action. In: Gunnar Köhne (Hg.): Zukunft für die Menschenrechte. Rowohlt Verlag, Reinbek 1998, ISBN 3-499-22238-8, S. 198–212.
- Bonner SC: Abstiegskämpfe im Schatten des Langen Eugen. In: Ulrich Homann (Hrsg.): Bauernköppe, Bergleute und ein Pascha – Die Geschichte der Regionalliga West 1963–1974. Band 1, Klartext Verlag, Essen 1991, ISBN 3-88474-345-7, S. 138–140.